# بريان رابيلو
بريان رابيلو (16 مايو 1994 رانكاغوا تشيلي - ) هو لاعب كرة قدم تشيلي، يلعب كلاعب وسط.

## وصلات خارجية
بريان رابيلو على موقع الاتحاد الدولي (مؤرشف)  (الإنجليزية)
- بريان رابيلو على موقع قاعدة بيانات كرة القدم.إي يو (الإنجليزية)
- بريان رابيلو على موقع ناشيونال فوتبول تيمز (الإنجليزية)
- بريان رابيلو على موقع Soccerway.com (الإنجليزية)
- بريان رابيلو على موقع عالم كرة القدم.نت (الإنجليزية)
- بريان رابيلو على موقع AS.com (الإسبانية)